# Польсько-тевтонська війна (1519—1521)
По́льсько-тевто́нська війна (нім. Reiterkrieg, «війна вершників»; пол. Wojna pruska, «прусська війна») — війна у 1519—1521 роках між Польським королівством і Тевтонським орденом. 

## Перебіг подій
Війна спалахнула через бажання тевтонських лицарів стати незалежними і позбутися сюзеренітету польського короля, нав'язаного Другим Торуньським миром 1466 року. Заручившись підтримкою Московії (1517), яка вела війну з Литвою, великий магістр Альбрехт поставив Польщі ультиматум повернути Західну Пруссію та сплатити компенсацію за «окупацію». У відповідь 11 грудня 1519 року польський сейм оголосив Ордену війну й відправив військо на чолі з гетьманом Миколаєм Фірлеєм плюндрувати східнопрусські землі. Поляки здобули Марієнвердер, блокували порти Кенігсберга і Піллау. 1520 року тевтонці контратакували, спустошили Вармію, Підляшшя і Мазовію. В листопаді 1520 року Альбрехт спробував узяти Гданськ, але був відбитий силами посполитого рушення, яке скликав польський король Сигізмунд І Старий. Обидві сторони були виснажені війною; тому 5 квітня 1521 року уклали перемир'я в Торуні, погодившись передати урегулювання конфлікту на суд імператора Карла V та угорського короля Людовіка ІІ. Після закінчення перемир'я в 1525 році Орден не зміг заручитися підтримкою Священної Римської імперії, а великий магістр Альбрехт, під впливом зустрічі з Мартіном Лютером, вирішив закінчити конфлікт, перетворивши Орденську державу на власний спадковий уділ. 8 квітня 1525 року він підписав у Кракові мирний договір, за яким на місці держави Тевтонського ордену створювалося Прусське герцогство, а 10 квітня склав васальну присягу польському королю Сигізмунду І Старому. Новий прусський герцог Альбрехт розпустив Орден, конфіскував церковні маєтності й проголосив лютеранство офіційною релігією своєї країни. Прусський ландтаг усіх станів підтримав нововведення Альбрехта. Тевтонський орден обрав нового великого магістра, але остаточно втратив вплив у Пруссії.